# Rokon, Nam Sudan
Rokon là một thành phố ở quận Juba, bang Trung Equatoria, Nam Sudan. Nó nằm cách thủ đô Juba khoảng 80 km (50 dặm) về phía tây bắc, gần ranh giới với bang Tây Equatoria. Linh mục và học giả Ezra Baya Lawiri được chôn cất tại đây sau khi ông qua đời vào năm 1991.

## Giao thông
Tuyến quốc lộ A43 chạy qua Rokon theo chiều tây – đông, kết nối nơi này với thủ đô Juba.